# Юнусов Еміль Ідрісовіч
Юнусов Еміль Ідрісовіч (1986, смт Новотроїцьке, Херсонська область, Україна) — кримськотатарський архітектор.

## Біографія
Народився у селищі міського типу Новотроїцьке Херсонської області, але більшу частину свого життя живе у Криму, в Сімферополі.
У 2010 році закінчив Національну академію природоохоронного і курортного будівництва за спеціальністю «Архітектор, ландшафтний архітектор». Найголовнішим своїм вчителем вважає свого батька, архітектора — Ідріса Юнусова. Ще будучи студентом, він поставив перед собою мету відтворити традиційний вигляд ахітектури півострова. І почав вивчати тонкощі кримськотатарської архітектури, притаманні різним регіонам Криму. Назва дипломної роботи: «Формування системи культурно-етнографічних комплексів у Криму».
Еміль Юнусов вже втілив свою мету у проектах кримських готельних комплексів і ресторанів, а також приватних будинків.
Джерелом свого натхнення вважає музику, якою теж займається: Еміль — гітарист рок-групи «Alfa Leo».
Громадська діяльність поширена у Регіональному фестивалі Культурної Спадщини Криму, організатором якого є «FONDAZIONE ROMUALDO DEL BIANCO»

## Нагороди
- Диплом першого ступеня з відзнакою спеціаліста (XIX огляд конкурс дипломних проектів випускників архітектурних та художніх вищих навчальних закладів України);
- Диплом 1-го ступеня, 19 огляду-конкурсу дипломних робіт 2010 г. (м. Львів);

## Портфоліо
- Адміністративний корпус Соборної мечеті, м. Сімферополь (кр.татар. — Ак'месджіт).
- Гостьовий корпус Соборної мечеті, м. Сімферополь (кр.татар. — Ак'месджіт).
- Хол адміністративного корпусу Соборної мечеті, м. Сімферополь (кр.татар. — Ак'месджіт).
- Інтер'єр ресторану Ак-Кая, м. Білогірськ (кр.татар. — К'арасубазар).
- Арт-салон «Fes», м. Сімферополь (кр.татар. — Ак'месджіт).
- Кабінет турецького чиновника, м. Стамбул
- Проекти та інтер'єри приватних будинків та квартир